# Pyrausta ecteinalis
Pyrausta ecteinalis is een vlinder van de familie van de grasmotten (Crambidae). De wetenschappelijke naam van deze soort is voor het eerst voorgesteld door George Francis Hampson in een publicatie uit 1900.
De spanwijdte van het mannetje bedraagt 32 millimeter.
De soort komt voor in West-China (Xinjiang).